# Drosophila inca
Drosophila inca este o specie de muște din genul Drosophila, familia Drosophilidae, descrisă de Theodosius Grigorievich Dobzhansky și Pavan în anul 1943.
Este endemică în Peru. Conform Catalogue of Life specia Drosophila inca nu are subspecii cunoscute.